# Peter Strömbäck

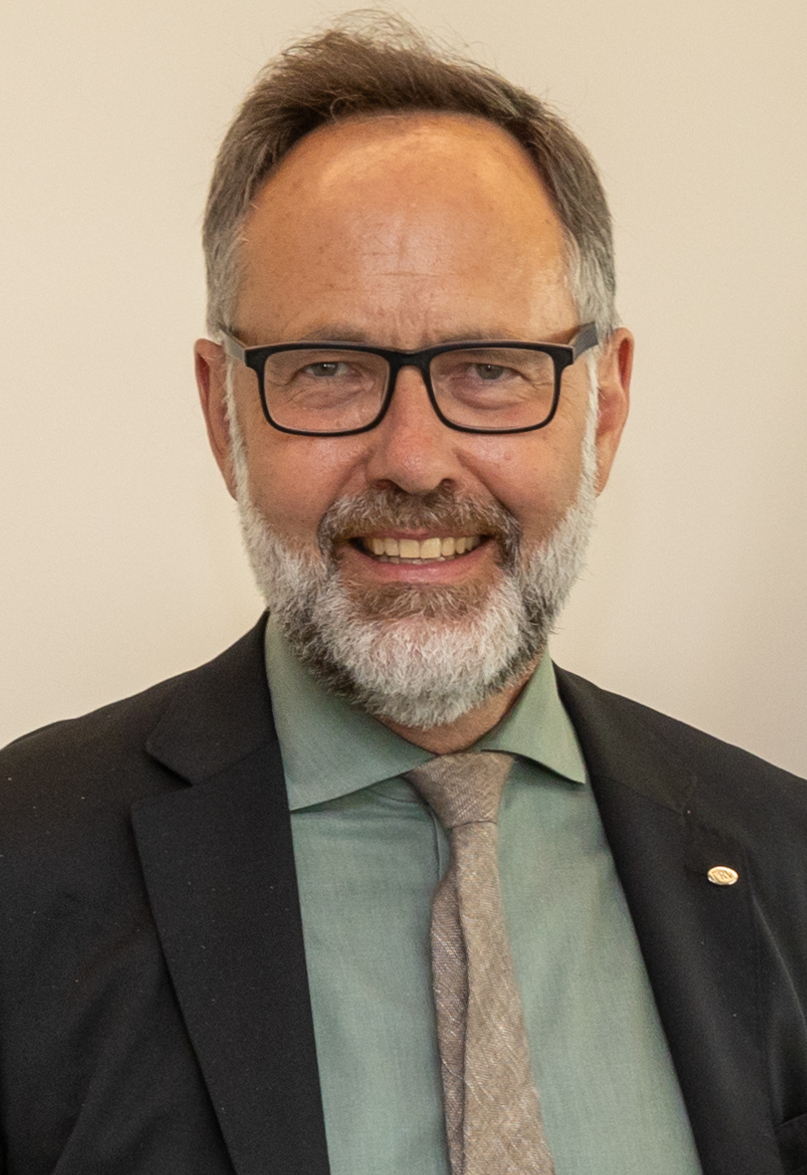
Peter Strömbäck (2023)

Peter Strömbäck, född 1963 i Växjö, är sedan mars 2018 generaldirektör på Patent- och registreringsverket (PRV).

## Biografi
Peter Strömbäck är civilingenjör med examen från Kungliga Tekniska Högskolan.
Peter Strömbäck har varit generaldirektör på Swedac, Styrelsen för ackreditering och teknisk kontroll. Han har tidigare varit VD på Innovationsbron AB, som numera är en del av Almi. Han har också arbetat på Näringsdepartementet, Teracom och Bonnierkoncernen.
I maj 2014 blev Peter Strömbäck utsedd av Annie Lööf, dåvarande chef på Näringsdepartementet, att utreda hur statens framtida immateriella tillgångar kan bidra till ökad innovation och tillväxt.